# Gnomulus imadatei
Espèce
Synonymes
- Pelitnus imadatei Suzuki, 1969

Gnomulus imadatei est une espèce d'opilions laniatores de la famille des Sandokanidae.

## Distribution
Cette espèce est endémique du Brunei. Elle se rencontre dans le district de Temburong vers Kampong Amo.

## Description
Le mâle holotype mesure 3,77 mm.

## Systématique et taxinomie
Cette espèce a été décrite sous le protonyme Pelitnus imadatei par Schwendinger en Suzuki, 1969. Elle est placée dans le genre Gnomulus par Martens et Schwendinger en 1998.

## Étymologie
Cette espèce est nommée en l'honneur de Gentaro Imadaté.

## Publication originale
- Suzuki, 1969 : « On a collection of opilionids from Southeast Asia. » Journal of Science of the Hiroshima University, vol. 22, no 2, p. 11–77.